# Энфилдский полтергейст

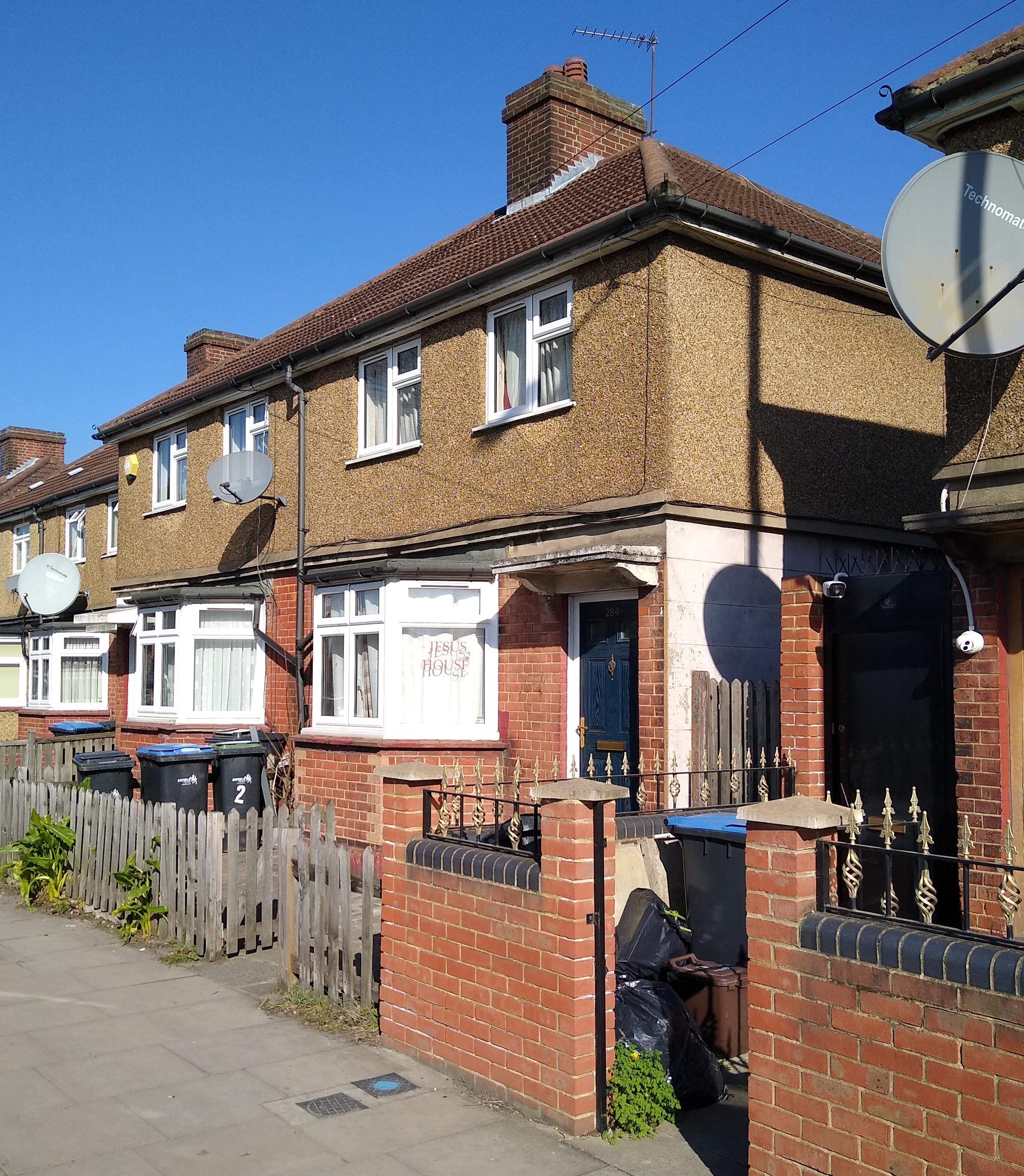
Дом по Грин-стрит 284, где происходили события, связанные с Энфилдским полтергейстом

Энфилдский полтергейст (англ. Enfield poltergeist) — заявление о ряде сверхестественных явлений, произошедших в период между 1977 и 1979 годами в муниципальном доме по Грин-стрит 284 в Бримсдауне в Энфилде с участием двух сестёр 11 и 14 лет. Некоторые члены Общества психических исследований, такие как изобретатель Морис Гросс и писатель Гай Лайон Плейфер, считали произошедшее подлинным проявлением полтергейста, в то время, как другие, такие как Анита Грегори и Джон Белофф, «не были убеждены» и нашли свидетельства обмана со стороны девочек. Члены Комитета скептических расследований, в том числе сценические фокусники, такие как Кристофер Милбурн и Джо Найкелл, критиковали исследователей паранормального за легковерность, а также определили обстоятельства дела как свидетельства обмана.
Происшествие привлекло внимание прессы, упоминалось в книгах, показывалось по телевидению и послужило основой для фильма ужасов.

## Происшествие
В августе 1977 года мать-одиночка Пегги Ходжсон вызвала полицию в свой арендованный дом в Энфилде, заявив, что была свидетелем перемещения мебели и что двое из её четверых детей, 13-летняя Маргарет и 11-летняя Джанет, слышали стуки в стену. Женщина-констебль утверждала, что лично видела, как стул «качается и скользит», но «не могла определить причину движения». Впоследствии появились свидетельства о бестелесных голосах, громких звуках, брошенных игрушках, перевёрнутых стульях и левитации детей. На протяжении восемнадцати месяцев более тридцати человек, включая соседей, исследователей-экстрасенсов и журналистов, заявили, что они видели, как тяжёлая мебель двигалась сама по себе, по комнате летали различные предметы, а сёстры Ходжсон словно поднимались на несколько футов в воздух. Многим также удалось записать на плёнку стуки и грубый голос. История освещалась в «Daily Mirror», репортажи выходили до 1979 года.

## Расследования феномена

### Паранормальные расследования
Члены Общества психических исследований Морис Гросс и Гай Лайон Плейфер сообщили о «странных свистящих и лающих звуках, исходящих от Джаннет». Хотя Плейфер и утверждал, что привидения были подлинными и писал в своей книге This House Is Haunted: The True Story of a Poltergeist (1980), что «сущность» была причиной происшествий в Энфилде, он часто сомневался в правдивости детей и задавался вопросом, не является ли произошедшее розыгрышем и преувеличением. Тем не менее, Гросс и Плейфер считали, что хотя некоторые предполагаемые действия полтергейста и были сфальсифицированы девочками, другие инциденты были подлинными. Другими исследователями паранормальных явлений, изучавшими этот случай, были американские демонологи Эд и Лоррейн Уоррены. Они посетили дом Энфилдов в 1978 и были уверены, что у событий есть сверхъестественное объяснение.
Джанет была уличена в обмане; видеокамера в соседней комнате зафиксировала, что девочка сгибает ложки и пытается согнуть железный прутик. Гросс заметил, что Джанет стучит ручкой метлы по потолку и прячет его магнитофон. Согласно словам Плейфера, один из голосов Джанет, которого та называла «Биллом», демонстрировал «привычку внезапно менять тему — такая же привычка была и у Джанет». Когда Джанет и Маргарет признались журналистам в «розыгрыше», Гросс и Плейфер вынудили девочек отказаться от признания, что дало другим исследователям повод для насмешек над их легковерием.
Исследовательница Рене Хейнс отметила, что сомнения по поводу предполагаемого голоса полтергейста были высказаны на Второй конференции Международного общества психических исследований (SPR) в Кембридже в 1978 году, где были изучены видеокассеты с записями этого случая. Исследователь SPR Анита Грегори заявила, что случай в Энфилде был «переоценён», охарактеризовав несколько эпизодов поведения девочек как «подозрительные», и предположила, что они «инсценировали» некоторые инциденты для привлечения журналистов, ищущих сенсационную историю. Джон Белофф, бывший президент SPR предположил, что Джанет практиковала чревовещание. И Белофф и Грегори пришли к выводу, что Джанет и Маргарет разыгрывали исследователей.

### Прочие
Американский фокусник Милбурн Кристофер провёл краткое расследование, во время которого не заметил ничего, что можно было назвать паранормальным, но был насторожен тем, что было, по его мнению, подозрительными действиями со стороны Джанет. Позднее Кристофер пришёл к заключению, что «полтергейст был не более чем выходкой маленькой девочки, которая хотела доставить неприятности и была очень, очень умной». Чревовещатель Алан Рэй посетил дом и пришёл к выводу, что мужские голоса Джанет были просто вокальными трюками.

## Скептические интерпретации

### Критика расследований
Скептик Джо Найкелл изучил факты, представленные исследователями паранормальных явлений, и раскритиковал их за излишнюю доверчивость; когда слышался якобы бесплотный демонический голос, Плейфер отметил, что «как всегда, губы Джанет почти не шевелились». Он утверждает, что исследователь Мелвин Харрис использовал фотоаппарат с дистанционным управлением, делавший фотографии каждые пятнадцать секунд, дабы выявить «розыгрыши» девочек, а самого фотографа в комнате не было. На фотографии, где якобы изображена левитирующая Джанет, на самом деле показано, как она прыгает на кровати как на батуте. Харрис назвал фотографии примерами обычной «гимнастики» и сказал: «Стоит помнить, что в школе у Джанет были хорошие показатели по физкультуре!»
Найкелл утверждал, что неисправность магнитофона, которую Гросс приписал сверхъестественной активности, а президент SPR Дэвид Фонтана описал как происшествие, «которое, казалось, противоречит законам механики», была своеобразным заеданием резьбы. Эта неисправность присутствовала в старых моделях катушечных магнитофонов. Он также сказал, что Эд Уоррен «был известен тем, что преувеличивал и даже придумывал инциденты».
В 2015 году Дебора Хайд прокомментировала отсутствие убедительных доказательств существования Энфилдского полтергейста: «Первое, что следует отметить, что эти события произошли не в контролируемых условиях. Люди часто видят то, что ожидают увидеть, их чувства организованы и сформированы их предыдущим опытом и убеждениями».

### Критика произошедшего
Скептики утверждали, что предполагаемый голос полтергейста, исходящий от Джанет, был произведён ложными голосовыми складками и имел фразеологию и словарный запас ребёнка. В телеинтервью BBC Scotland было замечено, что во время, когда был слышен заявленный «бесплотный» голос, Джанет отвлекла внимание, взмахнув рукой, а затем прикрыла рот рукой. Во время интервью обеим девочкам был задан вопрос: «Каково это, когда вас преследует полтергейст?» Джанет ответила: «Здесь нет привидений», а Маргарет шёпотом прервала её: «Заткнись». Эти факторы были расценены скептиками как доказательства обмана.
Как «фокусник, имеющий опыт в динамике обмана», Никелл изучил отчёт Плейфера, а также вырезки из газет того времени. Он отметил, что предполагаемый полтергейст «имел тенденцию действовать только тогда, когда за ним не наблюдали», и пришёл к выводу, что произошедшие события лучше всего объяснить как детские розыгрыши.
Хотя Гросс записывал Джанет на магнитофон, и считал, что здесь не было никакого обмана, фокусник Боб Коути сказал: «Он предоставил мне некоторые записи, и, внимательно прослушав их, я пришёл к выводу, что в них нет ничего, что было бы за пределами возможностей подростка с богатым воображением». В статье опубликованной профессором психологии Крисом Френчем в журнале Time Out в 2016 году были описаны пять причин, по которым он считал этот случай розыгрышем.

## В популярной культуре
- В 1992 году BBC выпустила в эфир псевдодокументальный фильм под названием «Стражи призраков» на основе истории Энфилдского полтергейста[16].
- В марте 2007 года на канале Channel 4 был показан документальный фильм об Энфилдском полтергейсте под названием «Интервью с полтергейстом».
- Об Энфилдском полтергейсте было рассказано в эпизодах сериала ITV Удивительно, но факт? и Экстремальные истории о привидениях.
- В 2015 году в Великобритании на канале Sky Living был выпущен 3-серийный художественный сериал «Призраки Энфилда» с Тимоти Споллом в главной роли.
- Фильм 2016 года «Заклятие 2» основан на расследовании этого дела Эдом и Лоррейн Уоррен[17].
- В 2018 году программа BBC Radio 4 The Reunion вновь рассмотрела этот случай, взяв интервью у причастных к нему людей[18]